# Koszorús László
Koszorús László Gáspár (Pécs, 1981. augusztus 28. –) magyar közgazdász, politikus, 1999 és 2010 között a Fidelitas alelnöke, 2006-tól 2014-ig országgyűlési képviselő (Fidesz), 2014 és 2015 között fogyasztóvédelemért felelős helyettes államtitkár.

## Élete
Középiskolai tanulmányait szülővárosában végezte, 2000-ben érettségizett a Leőwey Klára Gimnázium német nemzetiségi tagozatán. Gimnazistaként kezdett politikával foglalkozni, 1998 és 2000 között a Fidelitas pécsi szervezetének alapító elnöke, majd 1999-től 2010-ig a Fidelitas országos alelnöke volt. 2002 és 2006 között a Baranya Megyei Önkormányzat képviselője volt, az oktatási és ifjúsági bizottság, valamint a területfejlesztési és informatikai bizottság munkájában vett részt. 2006-ban a budapesti Zsigmond Király Főiskolán szerzett közgazdász diplomát.
A 2006-os országgyűlési választáson a Fidesz országos listájáról szerzett mandátumot, az Országgyűlés korjegyzője lett. A parlamentben az ifjúsági, szociális és családügyi bizottság, a gazdasági és informatikai bizottság és az e-Befogadásügyi eseti bizottság tagja, valamint a fogyasztóvédelmi eseti bizottság alelnöke volt. 2006 és 2010 között Orbán Viktor Fidesz-elnök kabinetvezető-helyetteseként, emellett a párt politikai munkatársaként és társadalmi kapcsolatokért felelős igazgatójaként dolgozott.
A 2010-es országgyűlési választáson a Fidesz Baranya megyei területi listájáról jutott a parlamentbe, ahol a gazdasági és informatikai bizottság alelnöke volt. A 2014-es országgyűlési választáson már nem szerzett mandátumot, de a harmadik Orbán-kormány megalakulását követően, 2014 nyarán a Nemzeti Fejlesztési Minisztérium fogyasztóvédelemért felelős helyettes államtitkárává nevezték ki. A tisztséget 2015 végéig töltötte be. 2019-ben a Miniszterelnöki Kabinetiroda alá tartozó, kormányzati informatikai beruházásokkal foglalkozó Digitális Kormányzati Ügynökség Zrt. vezérigazgatója és igazgatósági tagja lett.
2022. augusztusától – foglalkoztatottak számát tekintve – Magyarország 9. legnagyobb gazdasági társaság ügyvezetője, amely a Belügyminisztérium tulajdonosi joggyakorlása alatt működik és megváltozott munkaképességű munkavállalókat foglalkoztat. 